# Infiniti Q45
Infiniti Q45 — повнорозмірний автомобіль компанії Nissan, що продавався під брендом Infiniti з 1989 по 2006 роки. Це задньопривідний, чотиридверний седан оснащений двигуном V8. Ранні покоління були розроблені на основі флагманського седана для японського ринку Nissan President, моделі випущені після 1997 року були розроблені на основі Nissan Cima. Експорт Q45 припинилися після 2006 року, але Cima продавалася на внутрішньому японському ринку до серпня 2010 року, коли виробництво як Cima так і President припинилося. Q45 конкурував безпосередньо з Lexus LS, а також з більш дорогими BMW 7 Серії і Mercedes-Benz S-Клас.

## Перше покоління (G50)

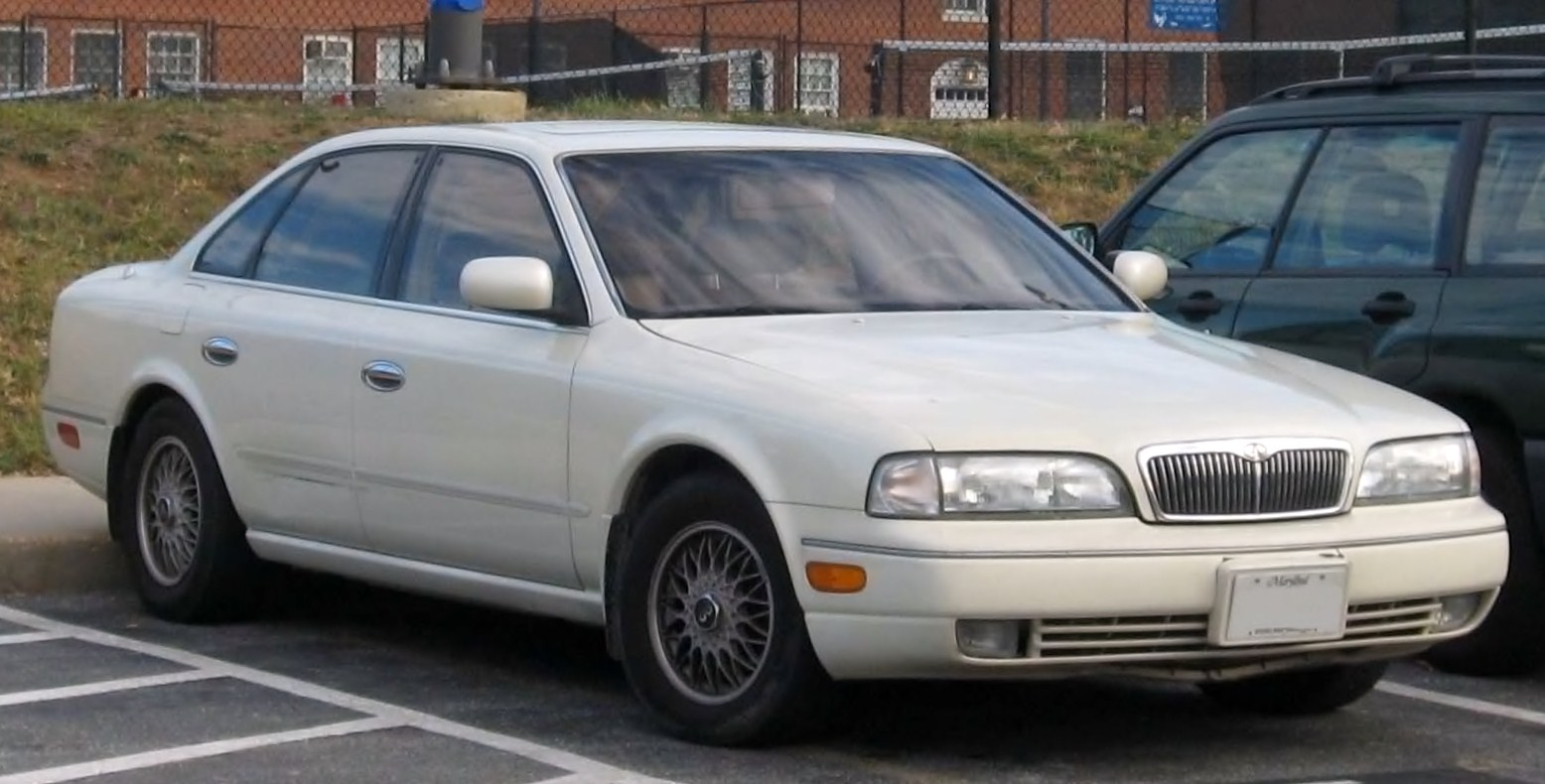
Infiniti Q45 1 (1989-1996)

Перше покоління Q45 вийшло на ринок у 1989 році як модель 1990 року. Автомобільні журнали відмітили хорошу керованість і динаміку Q45, прискорення 0-60 миль/год займає 6,7 секунд. Автомобіль отримав бензиновий двигун 4,5 л V8 потужністю 278 к.с. (207 кВт) і 396 Нм. Автомобіль збудовано на платформі Nissan President.
Двигун
- 4.5 л VH45DE V8, 280 к.с.

## Друге покоління (FY33, FGY33)

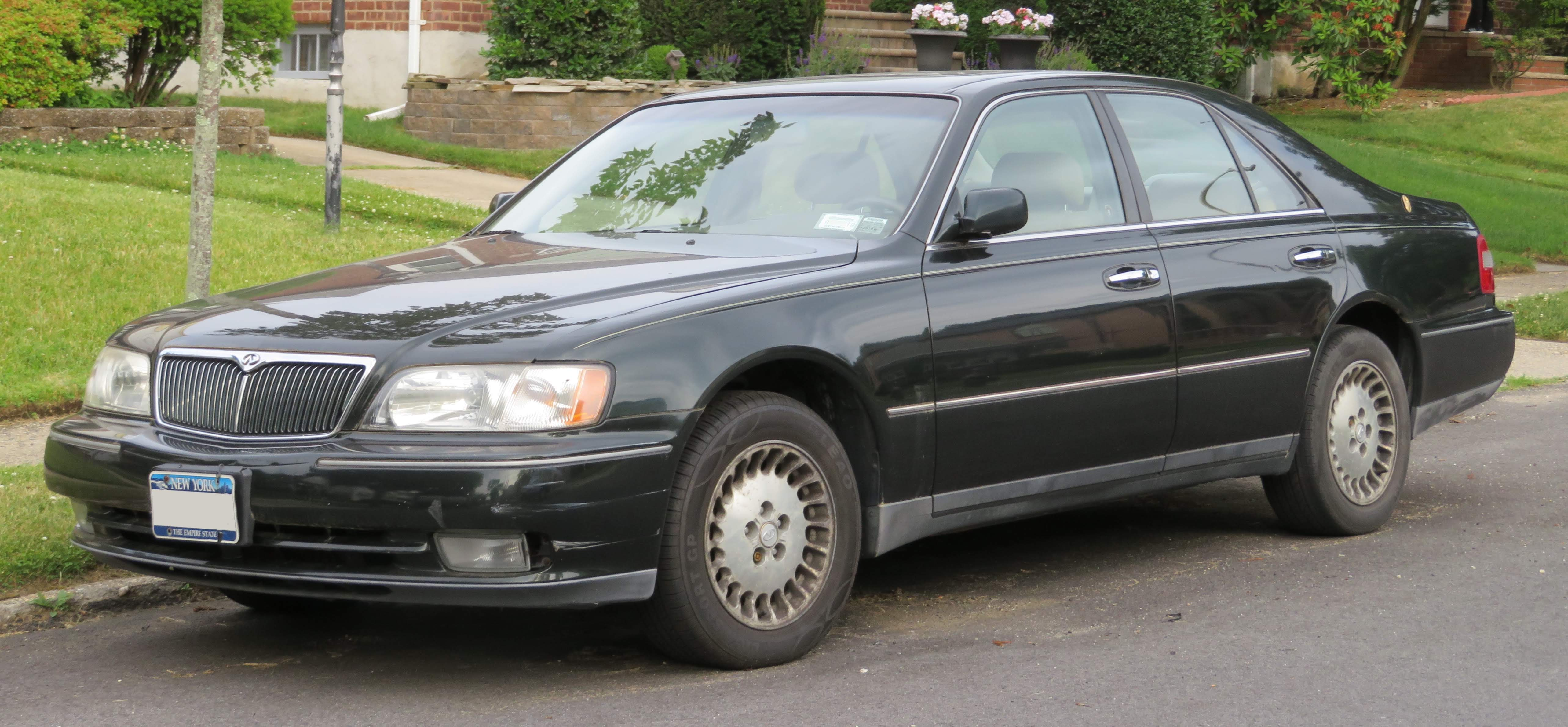
Infiniti Q45 2 (1996-2000)

На платформі Nissan President в Японії в 1996 році представили Nissan Cima, яка в Північній Америці отримала назву Infiniti Q45 другого покоління. На цій ж платформі розроблені компактніші Nissan Cedric та Gloria. Новий Q45 отримав більш традиційний вигляд, менш потужний двигун 4.1 л VH41DE потужністю 266 к.с. (199 кВт) і прискорення 0-60 миль/год за 7,5 секунд.
Двигун
- 4.1 л VH41DE V8, 266 к.с.

## Третє покоління (F50)

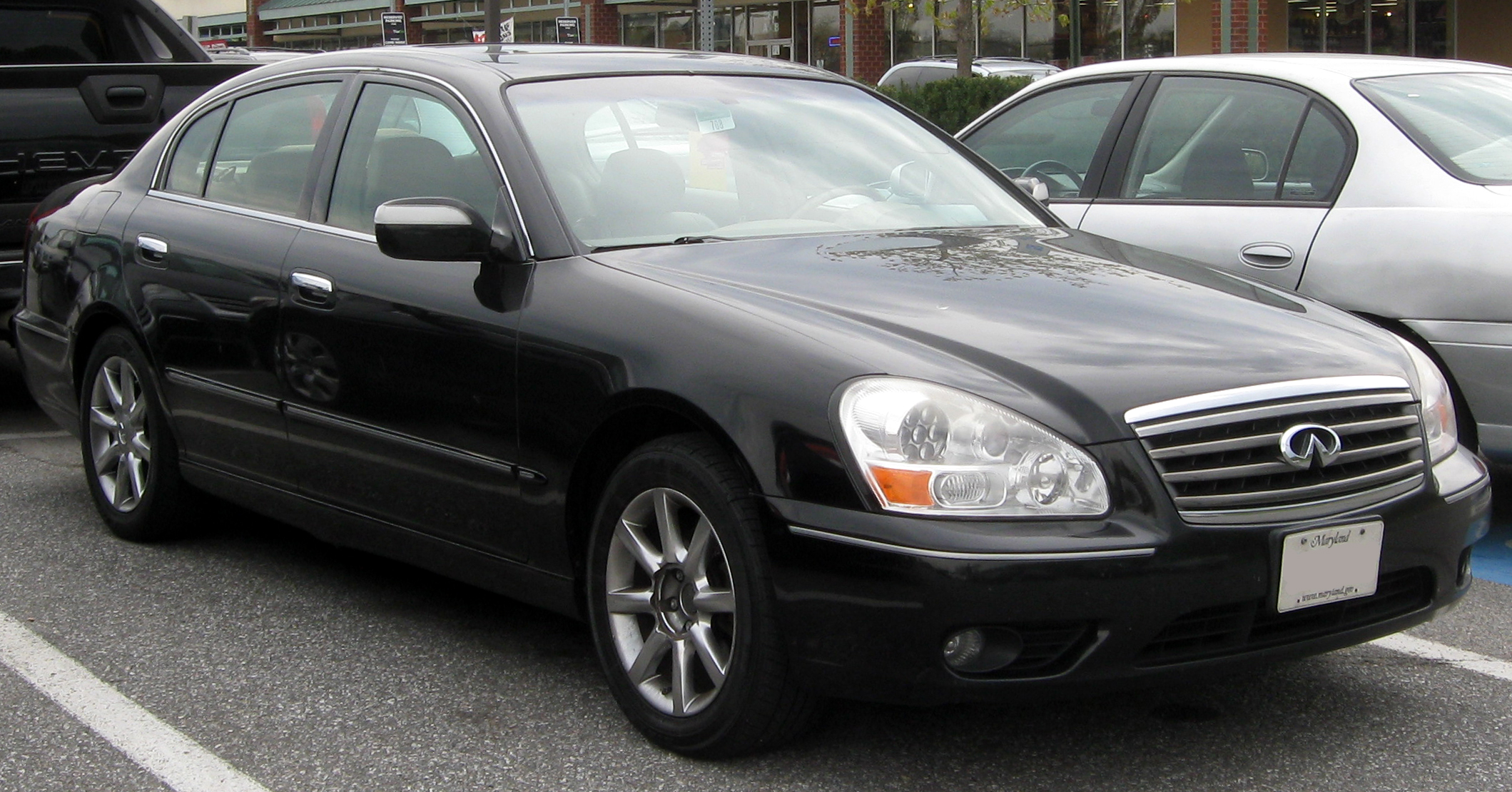
Infiniti Q45 3 (2001-2006)

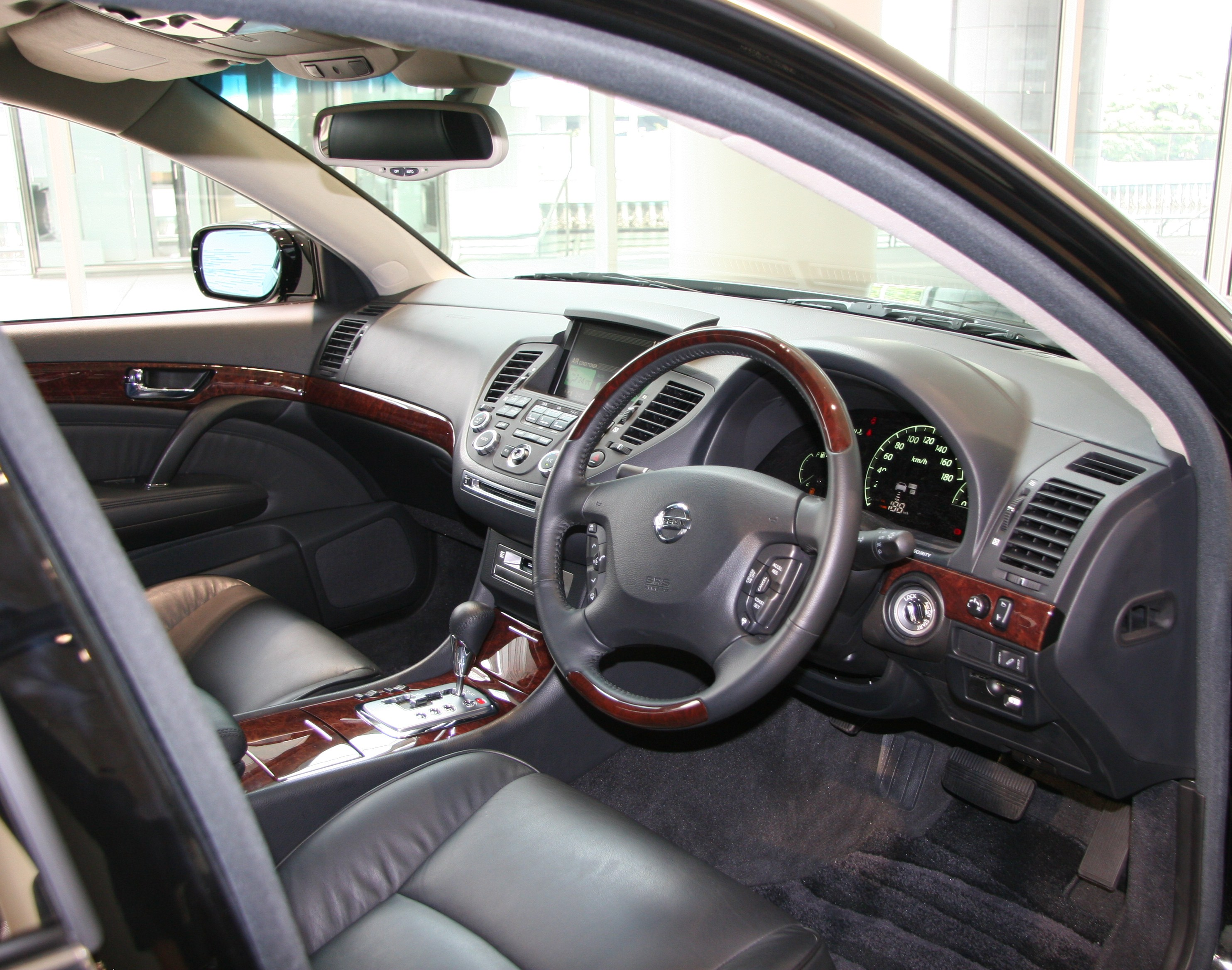

В 2002 році представили третє покоління Infiniti Q45. Автомобіль отримав двигун 4,5 л VK45DE V8 потужністю 340 к.с. (253 кВт) та 5-ступінчасту автоматичну коробку передач з овердрайвером.
Це був перший Infiniti з лазерною автономною системою круїз-контролю.
Незважаючи на хороші відгуки, продажі залишалися низькими - в США протягом усього 2005 року всього були продані 1129 автомобілі. Q45 отримала похвалу від Car and Driver, Edmunds та Consumer Guide. Низький збут пояснюється не претензією до якості автомобіля, а браком реклами і невеликою престижністю бренду Infiniti.
Двигун
- 4.5 л VK45DE V8, 340 к.с.